# Dessinateur : Von Bismarck
Pour plus de détails, voir Fiche technique et Distribution.
Dessinateur : Von Bismarck est un film français réalisé par Georges Méliès, sorti en 1896. Actuellement, le film est considéré comme perdu.

## Synopsis
Le film présentait Georges Méliès réalisant un croquis d'Otto von Bismarck.

## Fiche technique
- Titre : Dessinateur : Von Bismarck
- Réalisation : Georges Méliès
- Distribution : Star Film[1]
- Longueur de pellicule : 20 mètres[1]